# تصميم طابع البريد
تصميم الطوابع البريدية، هو نشاط التصميم الجرافيكي كما هو مطبق على الطوابع البريدية. وقد ابتكرت عدة آلاف من التصاميم منذ اعتماد تمثال نصفي للملكة فيكتوريا للطابع البريدي الأسود في عام 1840؛ وقد اعتُبرت بعض التصاميم ناجحة جداً، بينما اعتُبر البعض الآخر أقل نجاحاً.
يتضمن تصميم الطابع عدة عناصر مطلوبة لكي يحقق الغرض منه بشكل مُرضٍ. وأهمها الفئة التي تشير إلى قيمة الطابع النقدية، بينما تتطلب الاتفاقيات الدولية وجود اسم البلد على جميع أنواع الطوابع تقريباً. والتصميم الغرافيكي يكاد يكون عالمياً إلى حد كبير؛ فبالإضافة إلى أنه يجعل من الصعب إنتاج الطوابع المزيفة ويساعد في التعرف السريع على طوابع البريد المناسبة، يتوقع عملاء البريد أن تحمل الطوابع تصميماً بسيطاً.

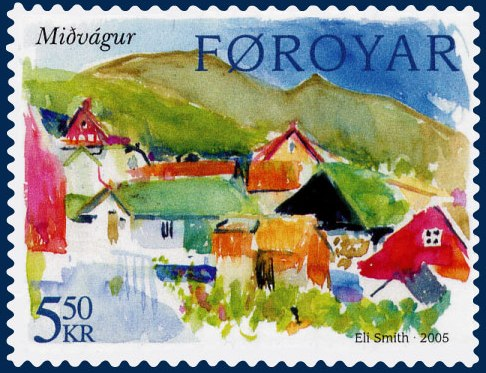

## نوع الطابع
الغرض الأساسي من طابع البريد هو الإشارة إلى الدفع المسبق لطابع البريد. وبما أن الأنواع والأحجام المختلفة من البريد تدفع عادةً مبالغ مختلفة من الطوابع البريدية، فإن الطوابع يجب أن تحمل قيمة. في حالات قليلة جداً، تم حذف الفئة؛ على سبيل المثال، خلال اضطرابات عام 1949 في الصين، صدرت طوابع غير مقومة بالسعر وذلك للسماح بتغيير سعر الطابع البريدي على أساس يومي اعتماداً على قيمة اليوان الذهبي.

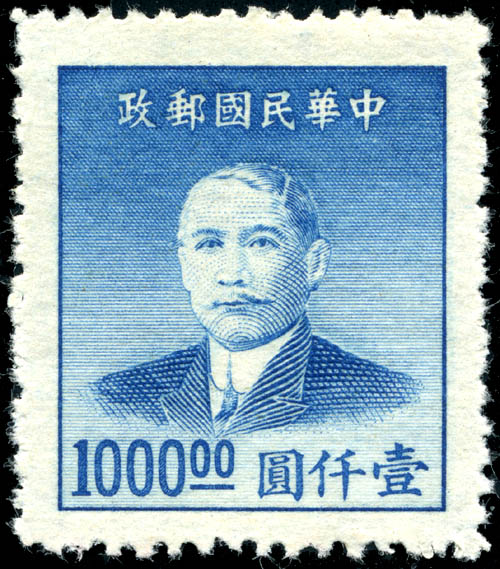
طابع صيني

والشكل المعتاد للفئة هو رقم، يسبقه أو يتبعه رمز عملة اختياريًا. وقد كتبت العديد من الطوابع المبكرة الفئة بالكلمات، لكن الاتحاد البريدي العالمي طلب فيما بعد أن تستخدم الطوابع على البريد الدولي الأرقام العربية، وذلك لصالح الكتبة في الدول الأجنبية. وقد استبدل عدد من الطوابع الحديثة وصفاً نصياً للسعر الذي يحصل، مثل "1" لرسائل الدرجة الأولى، أو "ZIP+4" للإشارة إلى نوع معين من البريد بالجملة. شكل آخر من أشكال التسمية غير العددية هو ذلك المستخدم في طوابع تغيير الأسعار، حيث يكون توقيت وسياسة عملية تحديد الأسعار بحيث يجب طباعة الطوابع قبل معرفة السعر. في مثل هذه الحالات، تنص الطوابع المطبوعة مسبقاً ببساطة على "أ" أو "ب"، وما إلى ذلك، مع الإعلان عن السعر المعادل قبل طرحها للبيع مباشرة.
تستخدم كندا أيضًا فئة غير رقمية، وهي العلامة "P" المطبوعة على ورقة القيقب، على طوابعها البريدية المحلية ذات السعر البريدي المحلي. يرمز الحرف "P" إلى "دائم" مما يشير إلى أن الطابع مقبول دائمًا بغض النظر عن السعر البريدي المحلي الحالي. في أي وقت يتغير فيه السعر المحلي، يستمر قبول الطوابع ذات القيمة الدائمة المتداولة بالفعل، وينطبق السعر الجديد على شراء طوابع جديدة ذات قيمة دائمة.
عادةً ما تكون الطوابع شبه البريدية ذات قيمتين، بينهما علامة "+"، تشير الأولى إلى السعر الفعلي، والثانية إلى المبلغ الإضافي الذي سيُعطى لجمعية خيرية. وفي حالات قليلة جداً يكون لبلد ما عملة مزدوجة، وقد تحمل الطوابع قيمة بكلتا العملتين.

## اسم البلد

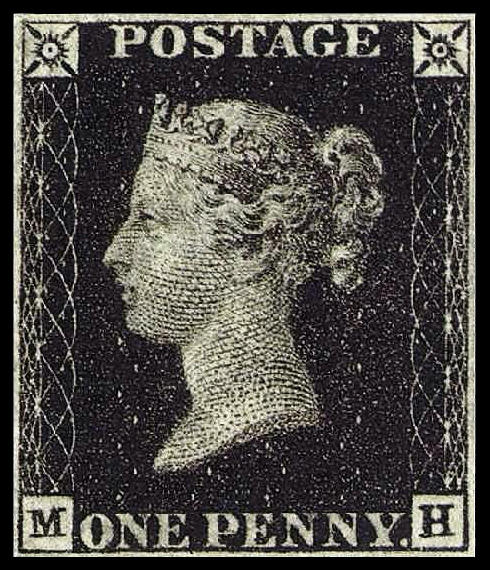
طابع بيني بلاك

والعنصر الثاني المطلوب، على الأقل بالنسبة للطوابع البريدية المخصصة للاستخدام على البريد الدولي، هو اسم البلد. لم تكن الطوابع البريدية الأولى، طوابع المملكة المتحدة، تحمل أي اسم. في عام 1874، ولقد استثنى الاتحاد البريدي العالمي المملكة المتحدة من قاعدته التي تنص على ضرورة ظهور اسم الدولة على طوابعها البريدية، لذا كان كل ما هو مطلوب هو صورة للعاهل البريطاني لتحديد طوابع المملكة المتحدة. وحتى يومنا هذا، لا تزال المملكة المتحدة الدولة الوحيدة التي لا يُطلب منها أن تحمل اسمها على طوابعها. أما بالنسبة لجميع أعضاء الاتحاد البريدي العالمي الآخرين، فيجب أن يظهر الاسم بالحروف اللاتينية. واستخدمت العديد من الدول التي تستخدم حروفاً غير لاتينية تلك الحروف فقط على طوابعها القديمة، ولا يزال من الصعب على معظم هواة جمع الطوابع التعرف عليها اليوم.

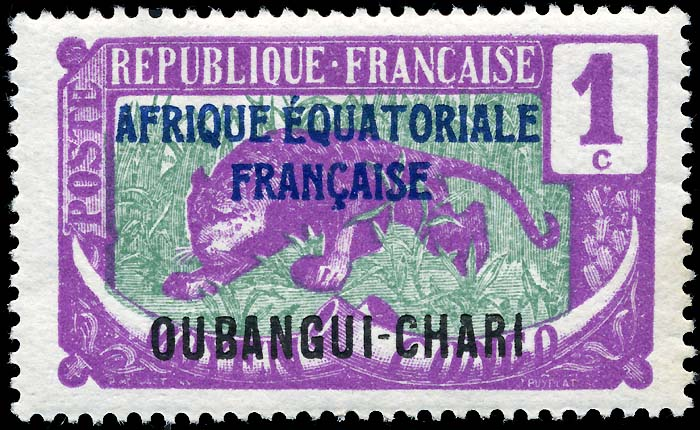
طابع مستعمرة فرنسية من عام 1924 يحمل ما لا يقل عن أربعة أسماء للدول: الجمهورية الفرنسية والكونغو الوسطى (الكونغو الوسطى) على الطابع الأساسي، وطابع أفريك الاستوائية الفرنسية وأوبانغي-شاري كطابع فوقي.

وعادةً ما يكون الاسم الذي يختار هو الاسم الذي تطلقه الدولة على نفسها، مع وجود اتجاه حديث نحو استخدام صيغ أبسط وأقصر أو اختصارات. على سبيل المثال، تكتب جمهورية جنوب أفريقيا بـ "RSA"، بينما يستخدم اسم الأردن وفي الأصل "المملكة الأردنية الهاشمية". بعض البلدان لها أشكال متعددة مسموح بها، يمكن للمصمم أن يختار منها الأنسب. قد يظهر الاسم بصيغة الصفة كما في Poșta Română ("البريد الروماني") لرومانيا. وقد تتضمن التسمية الأقاليم التابعة أو لا تتضمن اسم البلد الأم.

## التصميم الجرافيكي(الرسوميات)

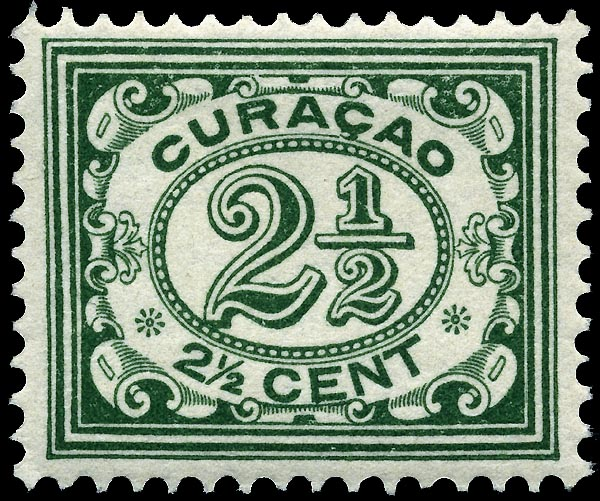
تصميم بأرقام من فئة 2 ونصف سنت من جزر الأنتيل الهولندية عام 1915.

يندرج عنصر الرسم في تصميم الطابع ضمن واحدة من أربع فئات رئيسية:
- تمثال نصفي - صورة شخصية أو وجه كامل.
- الشعار - شعار النبالة أو العلم أو الرمز الوطني أو قرن البريد، إلخ.
- الرقم - تصميم مبني حول رقم القيمة أو السعر.
- الصورة - تصوير الخلفية.

كان استخدام الصور النصفية (للحاكم أو غيره من الأشخاص المهمين) أو الشعارات نموذجاً للطوابع الأولى، وذلك من خلال استخدام الطوابع التي كانت أقرب نموذج متاح لمصممي الطوابع الأوائل.
وقد تباين نمط الاستخدام بشكل كبير؛ فعلى مدار 60 عامًا، من عام 1840 إلى عام 1900، استخدمت جميع الطوابع البريطانية نفس التمثال النصفي لفيكتوريا، محاطًا بإطارات متنوعة مذهلة؛ بينما كانت إسبانيا تحدّث صورة ألفونسو الثالث عشر بشكل دوري مع نموه من الطفولة إلى البلوغ. أما النرويج فقد أصدرت طوابع بريدية تحمل نفس الشكل على مدى أكثر من قرن من الزمان، ولم تغير سوى التفاصيل من وقت لآخر مع تطور تكنولوجيا الطباعة، بينما وضعت الولايات المتحدة علم الولايات المتحدة في مجموعة متنوعة من الإعدادات منذ استخدامه لأول مرة على طابع بريد في عقد الخمسينيات.
في حين أن التصاميم المرقمة بأرقام عملية وتظهر بشكل بارز، من حيث أنها تؤكد على العنصر الأكثر أهمية في الطابع وهو السعر، إلا أنها الاستثناء وليس القاعدة.
إن أكبر تنوع في تصميم الطوابع التي نراها اليوم هو في الإصدارات المصورة. فاختيار الصور غير محدود تقريباً، بدءاً من النباتات والحيوانات، مروراً بشخصيات من التاريخ، والمناظر الطبيعية، وصولاً إلى الأعمال الفنية الأصلية. قد تمثل الصور أشياء من العالم الحقيقي، أو قد تكون رموزاً أو تصاميم مجردة.
ويحكم اختيار التصاميم التصويرية مزيج من المناسبات السنوية والإصدارات السنوية المطلوبة (مثل طوابع عيد الميلاد) وتغييرات الأسعار البريدية واستنفاد مخزون الطوابع الموجود والطلب الشعبي. وبما أن الإدارات البريدية هي إما فرع من فروع الحكومة أو احتكار رسمي تحت إشراف الحكومة، فإن الحكومة تتحكم في اختيار التصاميم في نهاية المطاف. وهذا يعني أن التصاميم تميل إلى تصوير البلد كما ترغب الحكومة في أن يُنظر إليها وليس كما هي في الواقع.
فقد أصدر الاتحاد السوفيتي آلاف الطوابع التي تمجد نجاحات الشيوعية، حتى في الوقت الذي كانت فيه تتهاوى، بينما في الولايات المتحدة كان الطابع الوحيد المعاصر الذي يشير إلى اضطرابات عقد الستينيات هو إصدار يحث الأمريكيين على دعم الشرطة المحلية.
في بعض الحالات، أدى الضغط السياسي العلني إلى رد فعل عنيف؛ ومن الأمثلة الشهيرة على ذلك ما حدث في الولايات المتحدة في أواخر عقد الأربعينيات، عندما كان للكونغرس الأمريكي سلطة مباشرة على تصميم الطوابع، وطرح عدد كبير من الإصدارات لمجرد إرضاء دائرة انتخابية لأحد النواب أو جماعات الضغط في الصناعة. وقد أدت الضجة الناتجة عن ذلك إلى تشكيل لجنة استشارية مستقلة لطوابع المواطنين تقوم بمراجعة واختيار تصميم الطوابع من بين مئات المقترحات التي ترسم كل عام. ومن حين لآخر يجري استطلاع رأي الجمهور لاختيار التصميم، كما هو الحال مع طابع الفيس الأمريكي لعام 1993، أو بعض إصدارات سلسلة الاحتفال بالقرن.
لدى العديد من البلدان قواعد محددة تحكم اختيار التصاميم أو عناصر التصميم. فطوابع المملكة المتحدة يجب أن تصور صاحب السيادة (عادةً على شكل صورة ظلية)، بينما لا يجوز أن تصور طوابع الولايات المتحدة أي شخص توفي منذ أقل من 10 سنوات بشكل واضح، باستثناء الرؤساء السابقين، الذين قد يظهرون على طابع بعد عام واحد من وفاتهم. قد يحدد اختيار لون طابع البريد الذي يمكن أن يكون بمثابة رمز لوني لمعدلات مختلفة.
تُصدر معظم البلدان إصدارات تذكارية من وقت لآخر، ربما للاحتفال بحدث خاص، مع تصميمات تتعلق بالحدث. وعلى الرغم من أنها طوابع بريد مشروعة، وغالباً ما تستخدم في البريد الروتيني، إلا أنها تهدف إلى جذب هواة جمع الطوابع بشكل خاص. يدفع ثمن الطوابع التي تجمع دون استخدامها، لكن المشتري يختار عدم استخدام الخدمة البريدية التي اشتراها، مما يترك ربحًا واضحًا بنسبة 100%. وتُعد أغلفة اليوم الأول، التي غالباً ما تحتوي على طوابع أكثر مما هو مطلوب للبريد، مصدراً إضافياً للإيرادات. هذا المصدر من المال لا ينضب، حيث إن إصدارات الطوابع الزائدة لا تُشترى.
وتطبع بعض البلدان، وعادةً ما تكون أفقر البلدان، العديد من الطوابع الخاصة المخصصة لهواة جمع الطوابع من البلدان الأخرى. وقد صُممت هذه الطوابع من أجل الجاذبية البصرية، مع تصميمات جذابة ذات ألوان زاهية على مواضيع مثيرة للاهتمام، وغالباً ما تكون كبيرة الحجم وذات شكل غير عادي. وقد تضمنت الموضوعات موضوعات متعلقة بالفضاء من بلد ليس لديه برنامج فضائي، وحيوانات قطبية من بلد يقع على خط الاستواء، ووقد تحوي رسوم نجوم الروك الغربيين وهي تصدر من بلد إسلامي محافظ، وهكذا. ولا تشجع المنظمات الدولية لهواة جمع الطوابع على هذه الممارسة، لعدم رغبتها في أن يثبط هواة جمع الطوابع من جمع طوابع لن يكون لها أي قيمة نادرة.

## العناصر النصية
تحتوي جميع الطوابع تقريباً على قدر من النصوص المضمنة في تصميمها. فبالإضافة إلى فئة السعر المتوقع واسم البلد، قد تشمل العناصر النصية بيان الغرض ("البريد"، "البريد الرسمي"، إلخ)، ورقم اللوحة، واسم الشخص الذي في الصورة، والمناسبة التي يحتفل بها، وسنة إصدار الطابع، والشعارات الوطنية.
وفي بعض الأحيان يستخدم النص كعنصر تصميم أساسي؛ على سبيل المثال، تضمنت سلسلة من الطوابع الأمريكية من عقد السبعينيات اقتباسات من إعلان استقلال الولايات المتحدة. ولكن بشكل عام، أصبح استخدام النص بشكل عام أكثر اعتدالاً في السنوات الأخيرة.
قد تحتاج البلدان ذات اللغات المتعددة والنصوص المتعددة إلى كتابة المادة عدة مرات. ومن الأمثلة المبكرة على ذلك لبوان؛ وفي الآونة الأخيرة، تتضمن طوابع إسرائيل اسمها بالحروف العبرية واللاتينية والعربية.
بالإضافة إلى النص المنسوج في الوصف، قد تحتوي الطوابع أيضًا على نقوش في الهامش الخارجي. وتكون هذه النقوش في الأسفل على الأغلب، وعادةً ما تكون النقوش تتضمن اسم الطابع و/أو المصمم. وأحيانًا ما يوجد وصف نصي للتصميم في الهامش، بينما أصبح الهامش الأيسر السفلي في السنوات الأخيرة مكانًا شائعًا لتضمين سنة الإصدار. يعد هواة جمع الطوابع التغييرات في هذه النقوش الهامشية أنواعاً مميزة من الطوابع.

## العناصر المخفية و"العلامات السرية"
يقوم المصممون أحياناً بتضمين عناصر صغيرة في التصميم، وأحياناً بناء على طلب السلطة التي أصدرت الطابع، وأحياناً من تلقاء أنفسهم. قد يكون للطوابع سنة أو اسم في التصميم، في حين أن الطابع الأمريكي الذي يكرم الحاخام برنارد ريفيل يحتوي على نجمة داود بحجم صغير ودقيق حيث تظهر في لحيته.
العلامات السرية هي تعديلات صغيرة في التصميم تُضاف لتمييز المطبوعات بشكل لا لبس فيه. وهي عادةً ما تأخذ شكل خطوط أو علامات صغيرة تُضاف إلى مناطق واضحة من التصميم. تحتوي الطوابع الصينية الصادرة في عقد الأربعينيات من القرن العشرين على علامات سرية في شكل أحرف معدلة قليلاً، حيث يمكن تغيير ذراعين ليتلامسا، بينما كانا منفصلين في السابق.

## الشكل والحجم

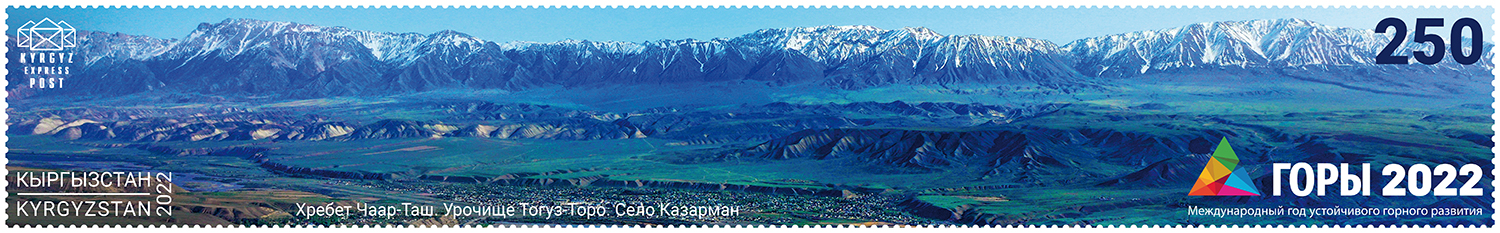
طابع قيرغيزستان لعام 2023. يبلغ طوله 184 ملم، ويُزعم أنه أطول طابع بريدي في العالم

الشكل المعتاد للطابع البريدي هو المستطيل، وهذه طريقة فعالة لتعبئة الطوابع على الورقة. يُطلق على المستطيل الأعرض من الطول "التصميم الأفقي"، بينما يُطلق على المستطيل الأطول من العرض "التصميم العمودي".
وقد استُخدم عدد من الأشكال الإضافية، بما في ذلك المثلثات والمعينات والمثمنات والدوائر وأشكال مختلفة ذات أشكال حرة بما في ذلك أشكال القلوب، وحتى طابع على شكل موزة أصدرته تونغا من 1969 إلى 1985.
يتراوح حجم طابع البريد المعتاد من 10 إلى 30 مم في كل اتجاه، وقد أظهرت التجربة أن هذا هو الأسهل في التعامل. وتستخدم العديد من البلدان مجموعة محدودة من الأبعاد فقط، لتبسيط حركة الآلات التي تتعامل مع الطوابع وانتاجها.
أصغر طابع بريد مسجل أصدرته مكلنبورغ شفيرين في عام 1856، كان مربعاً يبلغ طول ضلعهِ 10 ملليمترات.
استُعملت أكبر الطوابع في التاريخ في الولايات المتحدة الأمريكية منذ عام 1865 وكان قياسها 52 في 95 مليمتر، ولكنها كانت تُستخدم حصرياً لإرسال الصحف البريدية.

## تطور التصميم
خضع تصميم الطوابع لعملية تطور تدريجية، يمكن إرجاعها إلى التقدم في تقنية الطباعة والتغيرات العامة في الذوق. يمكن أيضًا ملاحظة "بدع" التصميم، حيث يميل عدد من البلدان إلى تقليد بعضها البعض. وقد يكون الدافع وراء ذلك هو دور الطباعة، حيث يقوم العديد منها بتصميم وطباعة الطوابع لبلدان متعددة.

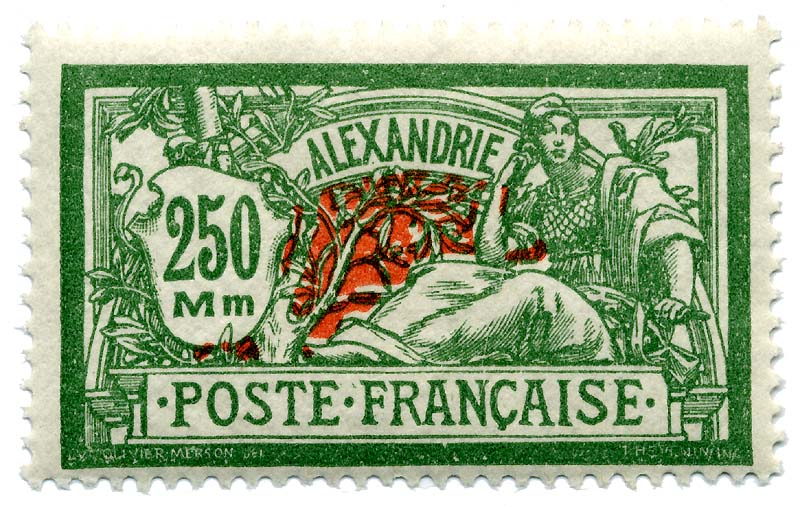
استمر استخدام التصميم الكلاسيكي للطوابع في فرنسا ومستعمراتها من القرن 19 حتى القرن 20

على سبيل المثال، على الرغم من أن الطباعة متعددة الألوان كانت ممكنة دائمًا، ويمكن رؤيتها على أقدم الطوابع السويسرية، إلا أن العملية كانت بطيئة ومكلفة، وكانت معظم الطوابع بلون واحد أو لونين حتى عقد الستينيات.
كما تقوم إدارات مكاتب البريد من وقت لآخر بتجارب. فعلى سبيل المثال، جربت الولايات المتحدة إصدار طوابع بريد صغيرة جداً خلال عقد السبعينيات، كتدبير لتوفير التكاليف. ولم تحظ هذه الطوابع بشعبية كبيرة، وفشلت التجربة.
وفي حين تميل الأذواق الحديثة إلى تفضيل التصاميم الأكثر بساطة، إلا أن بعض الدول طرحت أيضاً تصاميم "ريترو"، مستخدمةً تقنيات حديثة لمحاكاة تصاميم الماضي الأكثر تفصيلاً، وربما حتى مع عناصر تنطوي على مفارقة تاريخية. ومن الأمثلة على ذلك طوابع لويس وكلارك في الولايات المتحدة الأمريكية لعام 2004، والتي تحيط بإطاراتها التقليدية التي تعود إلى القرن التاسع عشر، وتحيط بصور ملونة كاملة ذات جودة لم تكن متاحة حتى النصف الأخير من القرن العشرين.

## عملية التصميم
بمجرد اختيار الموضوع العام، تتعاقد إدارة البريد عادةً مع فنان خارجي لإنتاج التصميم. وعند وضع التصميم، يجب على الفنان أن يأخذ في الاعتبار القواعد والقيود المذكورة أعلاه، وربما متطلبات إضافية، مثل الانتماء إلى سلسلة من التصاميم ذات الصلة.
بالإضافة إلى ذلك، يجب على الفنان المصمم أن يأخذ في الاعتبار نتيجة العمل على "لوحة" صغيرة؛ فعلى سبيل المثال، غالباً ما تختزل اللوحات التقليدية إلى ضبابية غير متبلورة، وبالتالي سيختار تفصيل واحد مثير للاهتمام و/أو مميز ليكون مركز التصميم. وبالمثل، فإن الطابع الذي يتألف من مجرد صورة شخصية لن يعني الكثير من المستخدمين، وقد يختار الفنان تضمين عنصر مرئي يشير إلى إنجازات الشخص، مثل أشهر مبنى للمهندس المعماري، أو ببساطة إضافة كلمة "مهندس معماري" في مكان ما في التصميم.
يقوم الفنان بعد ذلك بتقديم تصميم أو أكثر للحصول على موافقة إدارة البريد. قد يخضع التصميم المقبول لعدة جولات من التعديل قبل الدخول في عملية الإنتاج. كما قد يترك ويهمل التصميم، ربما إذا تغيرت الظروف السياسية، مثل تغيير الحكومة.
قد تعدل التصاميم أيضاً نتيجة لاعتبارات أخرى؛ فعلى سبيل المثال، استند تصميم طابع بريد أمريكي لتكريم جاكسون بولوك إلى صورة فوتوغرافية تظهره وهو يدخن سيجارة، ولكن لعدم الرغبة في ترويج تدخين السجائر، ازيلت السيجارة من التصميم. وبصفة عامة، فإن الطوابع ليست نسخاً فوتوغرافية للموضوعات التي تصورها.

## نجاحات وإخفاقات التصميم
في النهاية، تلقى تصميمات الطوابع الناجحة اهتمامًا ضئيلًا نسبيًا من عامة الجمهور، ولكنها تلقى ثناءً كبيرًا من الصحافة المتخصصة في جمع الطوابع. وتتصدر منشورات مثل أخبار طوابع البريد "لينز" عناوين أكثر الطوابع الجديدة إثارة للاهتمام في صفحتها الأولى، وتنشر نتائج استطلاعات الرأي التي تُجرى على شعبية الطوابع.
على الجانب الآخر، تمر أخطاء التصميم بانتظام بمراحل متعددة من المراجعة والتدقيق. وقد تراوحت الأخطاء ما بين نقاط دقيقة في التسليم (مثل الأذنين المعكوسة بمهارة على طابع نمساوي من عقد الثلاثينيات من القرن العشرين)، إلى تحريفات في الأراضي المتنازع عليها في الخرائط، إلى النص الخاطئ ("السير كودرينغتون" على طابع اليونان في عقد العشرينيات من القرن العشرين)، إلى الأخطاء المذهلة حقاً، مثل ورقة "أساطير الغرب" الأمريكية التي استخدمت صورة الشخص الخطأ.
وهناك فئة أخرى من الفشل تشمل التصاميم التي يرفضها ببساطة جمهور شراء الطوابع. ويعد طابع الولايات المتحدة المناهض لإدمان الكحول لعام 1981 مثالاً معروفاً؛ فهو يتكون فقط من شعار "إدمان الكحول: يمكنك التغلب عليه!"، والذي لا بد أنه كان يبدو جيدًا أثناء عملية التصميم، ولكن لصقه على زاوية الظرف يوحي بأن المتلقي مدمن كحول في حاجة إلى التشجيع العام، وقليل من الناس استعملوا هذا الطابع لارسال بريدهم.